# U 1107
U 1107 war ein deutsches Unterseeboot der Klasse VII C/41, welches im Zweiten Weltkrieg eingesetzt wurde. Es war zudem eines von zehn deutschen U-Booten, welches die Anti-Sonar-Beschichtung „Alberich“ trug. Die anderen Boote waren U 67, U 247, U 470, U 480, U 485, U 486, U 999, U 1105 sowie die Trainingsboote UD 4 und U 11, letzteres erprobte den Vorgänger der Alberich Anti-Sonarhaut, genannt „Fafnir“.

## Das U-Boot
U 1107 wurde am 2. April 1942, zusammen mit U 1108, U 1109 und U 1110, bei den Emdener Nordseewerken in Auftrag gegeben. Die Kiellegung als Neubau 229 wurde am 28. August 1943 begonnen und der Stapellauf erfolgte am 30. Juni 1944. Die Indienststellung des U-Bootes unter Oberleutnant zur See Fritz Parduhn, Marine-Offiziersjahrgang 1937, erfolgte am 8. August 1944. Das Boot wurde bis zum Februar 1945 der 8. U-Flottille in Danzig als Ausbildungsboot unterstellt, wo die Besatzung des Bootes ausgebildet wurde und intensive Erprobungen mit der Alberich-Gummihaut durchgeführt wurden. Nach dem Abschluss der Ausbildung bei der AGRU-Front, TEK und UAK wurde es mit Wirkung vom 16. Februar 1945 der 11. U-Flottille als Frontboot unterstellt. Zudem erhielt das Boot einen Turmumbau IV mit der typischen Flak-Armierung eines Typ-VII-C-U-Bootes von 1944/1945 sowie einen Schnorchel.

## Kommandant
Fritz Parduhn kam am 27. November 1918 in Apen zur Welt. Er gehörte der Offiziersbesatzung 37b an und war zwischen Mai und Juli 1944 als Kommandantenschüler auf Oberleutnant Thienemanns U 682. Nach der Absolvierung seines Trainings an Bord von U 682 begab er sich zur Baubelehrung seines U 1107 nach Emden, wo er sie am 7. August 1944 beendete. Er versenkte auf seiner ersten Feindfahrt mit U 1107 die letzten Konvoi-Schiffe des Zweiten Weltkrieges.

## Einsatzstatistik

### Verlegungsfahrt
Am 23. März 1945 um 20:30 Uhr ließ U 1107 den Hafen von Kiel hinter sich und ankerte in Schilksee, wo es auf ein Geleit wartete, bevor es zusammen mit U 234 unter Kapitänleutnant Johann-Heinrich Fehler und U 1274 unter Oberleutnant zur See Hans-Hermann Fitting weiter nach Horten verlegte. Nach der Ankunft in Horten am 27. März 1945 wurden die letzten Tests mit der Alberich-Haut und Erprobungen mit dem Schnorchel durchgeführt.

### Erste Feindfahrt
Das Boot verließ am 29. März 1945 Horten und verlegte zum U-Stützpunkt Kristiansand, wo es einen Tag später eintraf, jedoch nicht lange blieb, da es noch am selben Tag um 19:40 Uhr wieder auslief. U 1107 war dann 31 Tage auf See, die Operationsgebiete waren der Nordatlantik, der Ärmelkanal und die Biskaya. Am 18. April um 10:15 Uhr sichtete Kapitänleutnant Parduhn den Geleitzug HX-348 und feuerte einen Torpedofächer und versenkte den 7.181 BRT großen US-amerikanischen Liberty-Frachter Cyrus H. McCormick und den 8.028 BRT großen britischen Tanker Empire Gold.

## Verlust
Am 30. April 1945 sichtete Lt. F.G. Lake, Pilot der Catalina R der US-Navy-Squadron VP-63, westlich von Brest das Kielwasser eines Schnorchelkopfes. Beim Näherkommen des Flugbootes wurde der Schnorchelmast identifiziert und eine Salve Wasserbomben abgeworfen. Nach der Explosion wurden Wrackteile und Öl an die Wasseroberfläche getrieben und später abgeworfene Sonarbojen stellten keine Geräusche mehr fest. Eine später eintreffende Escort-Group konnte mit dem ASDIC-Gerät ein auf dem Meeresgrund liegendes Objekt feststellen. Es wurde eine Probe des aufgeschwemmten Dieselöls genommen, die später einem deutschen U-Boot zugeordnet wurde. Dieses Boot war höchstwahrscheinlich U 1107. Es war ein Totalverlust mit 37 Toten.